# Polsat Sopot Festival 2014
Polsat Sopot Festival 2014 – 49. edycja festiwalu muzycznego odbywającego się w sopockiej Operze Leśnej. Festiwal odbył się 22 i 23 sierpnia 2014 a organizatorami festiwalu byli Miasto Sopot i telewizja Polsat, która też transmitowała wydarzenie na żywo.
Pierwszego dnia odbyły się dwa koncerty: Słodkie lata 90. oraz koncert Garou. Drugiego dnia natomiast odbyły się koncert Muzodajnia Gwiazd oraz dwa jubileusze: 25-lecia działalności artystycznej zespołu Elektryczne Gitary oraz 20-lecie kariery Justyny Steczkowskiej.

## Dzień pierwszy

### Koncert Garou
W piątek 22 sierpnia o godzinie 20:00 rozpoczął się jubileuszowy koncert Garou, podczas którego otrzymał nagrodę Bursztynowego Słowika za całokształt pracy muzycznej. Piosenkarz zaśpiewał następujące utwory: „Gitan”, „Belle”, „Avencer”, „Seul”, „Du vent des mots” (duet z Paullą) i „Reviens”.

### KoncertSłodkie lata 90.
Koncert Słodkie lata 90. był drugą częścią piątkowych występów. Koncert poświęcony był muzyce lat 90. XX wieku. Na scenie w Operze Leśnej wystąpili światowi, europejscy i polscy artyści, którzy byli popularni w latach 90. Koncert poprowadzili Maciej Dowbor, Krzysztof Ibisz, Katarzyna Dowbor i Maja Bohosiewicz. Tego dnia statuetkę Bursztynowego Słowika za całokształt pracy muzycznej otrzymał Stanisław Sojka (od organizatorów koncertu) oraz Wilki, Kasia Kowalska i Andrzej Piaseczny (od słuchaczy radia RMF FM).

#### Wystąpili
- Wilki – „Aborygen”, „Son of the Blue Sky”, „Nie stało się nic”
- Golden Life – „Helikopter”, „Oprócz błękitnego nieba”
- Elektryczne Gitary – „Co ty tutaj robisz”
- Kasia Kowalska – „A to, co mam...”, „Jak rzecz”, „Spowiedź”
- Ira – „Nadzieja”, „Ona jest ze snu”
- Andrzej Piaseczny – „Imię deszczu”, „Jeszcze bliżej”, „Niecierpliwi”
- Loka – „Na jednej z dzikich plaż”
- Stanisław Sojka – „Tolerancja”, „Cud niepamięci”
- Andrzej Piaseczny  i Robert Chojnacki – „Prawie do nieba”
- Hey – „Teksański”, „Moja i twoja nadzieja”
- Liroy – „Scoobiedoo Ya”
- Stachursky – „Typ niepokorny”, „Zostańmy razem”, „Iść w stronę słońca”
- Big Cyc – „Berlin Zachodni”, „Makumba”
- Vengaboys – „We are Going to Ibiza”, „Boom, boom, boom, boom!”
- Dr. Alban – „It’s My Life”, „Sing Hallelujah”

## Dzień drugi
Wszystkie trzy koncerty poprowadzili Paulina Sykut-Jeżyna, Maciej Rock, Agnieszka Popielewicz i Darek Maciborek. Koncert składał się z trzech części: 25-lecia Elektrycznych Gitar, Koncertu Muzodajnia Gwiazd oraz 20-lecia dziewczyny szamana (Justyny Steczkowskiej).

### 25-lecie Elektrycznych Gitar
W sobotę 23 sierpnia o godzinie 20:00 rozpoczęła się pierwsza część koncertu z udziałem zespołu Elektryczne Gitary. Formacja otrzymała także nagrody za całokształt twórczości – Bursztynowego Słowika i nagrodę od słuchaczy radia RMF FM. Podczas koncertu zagrali następujące utwory: „Dzieci wybiegały”, „Człowiek z liściem”, „Jestem z miasta”, „Ona jest pedałem”, „Kiler” i „Koniec”.

### KoncertMuzodajnia Gwiazd
W drugiej części koncertu polscy i zagraniczni artyści zaśpiewali swoje najbardziej popularne piosenki, a jeden utwór każdego artysty brał udział w głosowaniu publiczności o Bursztynowego Słowika. Główną nagrodę otrzymała Ewa Farna za utwór „Cicho”.

#### Wykonania konkursowe
| L.p. | Państwo    | Język     | Wykonawca                  | Utwór                      | Miejsce | Punkty |
| ---- | ---------- | --------- | -------------------------- | -------------------------- | ------- | ------ |
| 1.   | Niemcy     | angielski | Oceana                     | „Endless Summer”           | 5       | 26     |
| 2.   | Polska     | polski    | Grzegorz Hyży              | „Na chwilę”                | 4       | 27     |
| 3.   | Polska     | polski    | Sylwia Grzeszczak          | „Księżniczka”              | 2       | 54     |
| 4.   | Rumunia    | angielski | Mario Bischin              | „Macarena”                 | 10      | 18     |
| 5.   | Polska     | polski    | Kasia Popowska             | „Przyjdzie taki dzień”     | 12      | 12     |
| 6.   | Polska     | polski    | Mrozu i chór Sound’n’Grace | „Nic do stracenia”         | 8       | 20     |
| 7.   | Polska     | polski    | Ewa Farna                  | „Cicho”                    | 1       | 66     |
| 8.   | Polska     | polski    | Lemon                      | „Napraw”                   | 3       | 28     |
| 9.   | Polska     | polski    | Bracia                     | „Po drugiej stronie chmur” | 7       | 25     |
| 10.  | Polska     | polski    | Honey                      | „Sabotaż”                  | 10      | 18     |
| 11.  | Szwajcaria | angielski | Remady & Manu-L            | „In My Dreams”             | 5       | 26     |
| 12.  | Niemcy     | angielski | Elaiza                     | „Is It Right”              | 8       | 20     |
| 13.  | Polska     | polski    | Ewelina Lisowska           | „W stronę słońca”          | 13      | 8      |

### Wykonania pozakonkursowe
- Ewa Farna – „Tajna misja”
- Honey – „GPS”

### Jubileusz dziewczyny szamana: 20-lecie Justyny Steczkowskiej
Trzecia część koncertu poświęcona została jubileuszowemu występowi Justyny Steczkowskiej, która obchodziła wtedy 20-lecie pracy artystycznej. Podczas koncertu piosenkarka otrzymała statuetkę Bursztynowego Słowika za całokształt pracy muzycznej. Wykonała następujące utwory:
„Dziewczyna szamana”, „Za karę”, „Daj mi chwilę”, „Oko za oko, słowo za słowo” i „Boskie Buenos”.